# Jacob Markström
Jacob Markström (ur. 31 stycznia 1990 w Gävle) – szwedzki hokeista, reprezentant Szwecji.

## Kariera
- IK Sätra J18 (2005-2006)
- Gästrikland (2006-2007)
- Brynäs J18 (2006–2007)
- Brynäs J20 (2007–2010)
- Brynäs (2009–2010)
- Rochester Americans (2010-2011)
- Florida Panthers (2011-2014)
  -  San Antonio Rampage (2012-2013)
- Vancouver Canucks (2014-2020)
- Calgary Flames (2020-)

Wychowanek klubu IK Sätra. Od 2006 zawodnik Brynäs IF, z którym 12 maja 2008 podpisał kontrakt seniorski z klubem. Miesiąc później został wybrany w drafcie NHL z 2008 z 31 numerem przez Florida Panthers (jako pierwszy numer w drugiej rundzie; oddany do Floridy z Tampa Bay Lightning). W 2010 zdobył Trofeum Honkena dla najlepszego bramkarza Elitserien i został wybrany najlepszym pierwszoroczniakiem, po czym w maju 2010 podpisał kontrakt z Florida Panthers. W sezonie 2010/2011 grał w klubie Rochester Americans w rozgrywkach AHL. 23 stycznia 2011 zadebiutował w NHL, gdy zmienił Scotta Clemmensena w meczu z New Jersey Devils. Stał się najmłodszym bramkarzem w historii Panthers. Od tego czasu był wielokrotnie przekazywany do zespołu San Antonio Rampage w AHL. W lipcu 2013 przedłużył kontrakt z o dwa lata. Od marca 2014 zawodnik Vancouver Canucks (w toku wymiany czterech graczy między klubami, m.in. za bramkarza Roberto Luongo). Po sześciu latach tamże w październiku 2020 przeszedł do innego kanadyjskiego klubu, Calgary Flames, podpisując sześcioletni kontrakt.
Uczestniczył w turniejach mistrzostw świata 2010, 2013, 2016, 2019, Pucharu Świata 2016.

## Sukcesy
Reprezentacyjne

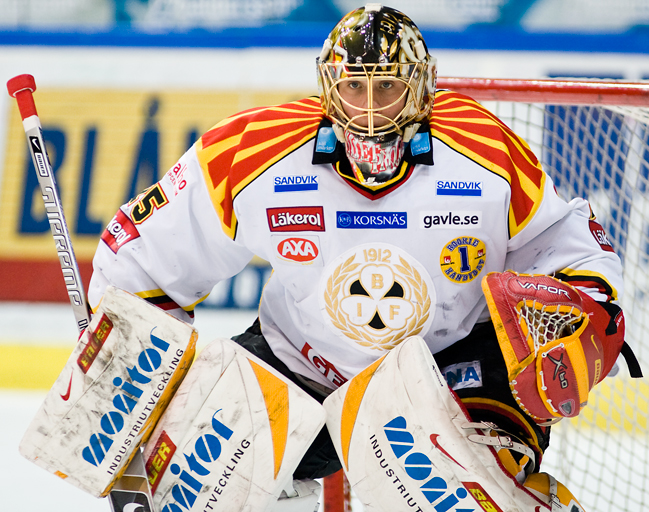
Jakob Silfverberg w barwach Brynäs (2009)

- Puchar świata do lat 18 (Memoriał Ivana Hlinki): 2008
- Srebrny medal mistrzostw świata juniorów do lat 20: 2009
- Brązowy medal mistrzostw świata juniorów do lat 20: 2010
- Brązowy medal mistrzostw świata: 2010
- Złoty medal mistrzostw świata: 2013

Indywidualne
- Mistrzostwa świata do lat 18 w 2008:
  - Jeden z trzech najlepszych zawodników reprezentacji
- Mistrzostwa Świata Juniorów w Hokeju na Lodzie 2009/Elita:
  - Pierwsze miejsce w klasyfikacji skuteczności interwencji: 94,3%
  - Jeden z trzech najlepszych zawodników reprezentacji
  - Najlepszy bramkarz turnieju
- Elitserien 2009/2010:
  - Pierwsze miejsce w klasyfikacji skuteczności interwencji: 92,7%
  - Pierwsze miejsce w klasyfikacji średniej goli straconych na mecz: 2,01
  - Trofeum Honkena - nagroda dla najlepszego bramkarza sezonu
  - Najlepszy pierwszoroczniak sezonu
  - Årets Junior - najlepszy szwedzki junior sezonu
  - Skład gwiazd sezonu
- Mistrzostwa Świata Juniorów w Hokeju na Lodzie 2010/Elita:
  - Jeden z trzech najlepszych zawodników reprezentacji
- Mistrzostwa Świata w Hokeju na Lodzie 2016/Elita:
  - Jeden z trzech najlepszych zawodników reprezentacji w turnieju[6]